# Zamek w Lubomlu
Zamek w Lubomlu – zamek wybudowany za panowania króla Polski Władysława Jagiełły. Rozebrany pod koniec XVIII w.

## Historia
W Lubomlu znajdował się drewniany zamek na górze, po którym pozostały okrągłe wały obok rynku. Pod wałami są lochy i sklepione podziemia po pałacu hr. Branickich.